# Кохановце (округ Гуменне)
Кохановце (словац. Kochanovce, угор. Felsőkohány) — село, громада в окрузі Гуменне, Пряшівський край, східна Словаччина. Розташоване в південній частині Низьких Бескидів в долині річки Лаборець.
Перша згадка 1543 року.
У селі є римо-католицький костел з 1780 року в стилі класицизму.

## Населення
| Рік:            | 1993 | 2003     | 2013    | 2023    |
| --------------- | ---- | -------- | ------- | ------- |
| Кількість осіб: | 653  | 751      | 785     | 731     |
| Різниця:        |      | +15,00 % | +4,52 % | -6,87 % |

| Рік:            | 2022 | 2023    |
| --------------- | ---- | ------- |
| Кількість осіб: | 722  | 731     |
| Різниця:        |      | +1,24 % |

У селі проживає 763 осіб.
Національний склад населення (за даними останнього перепису населення — 2001 року):
- словаки — 96,68 %,
- русини — 2,39 %,
- чехи — 0,40 %.

Склад населення за приналежністю до релігії станом на 2001 рік:
- римо-католики — 89,77 %,
- греко-католики — 6,37 %,
- православні — 1,33 %,
- не вважають себе вірянами або не належать до жодної вищезгаданої конфесії — 2,52 %.